# Olympiastützpunkt Hessen
Der Olympiastützpunkt Hessen ist eine sportartübergreifende Betreuungs- und Serviceeinrichtung des Spitzensports für Bundeskaderathleten sowie deren Trainer.

## Geschichte
Der Olympiastützpunkt (OSP) wurde 1988 als OSP Frankfurt-Rhein-Main in Frankfurt am Main gegründet. Seit 1992 befindet sich der OSP unter der Trägerschaft des Landessportbunds Hessen. Die Zentrale befindet sich seit dem Jahr 2000 in unmittelbarer Nähe des Waldstadions. Im Februar 2008 wurde der Stützpunkt in OSP Hessen umbenannt.
Der OSP Hessen ist aktuell einer von 18 deutschen Olympiastützpunkten.

## Gliederung und Struktur

### Standorte
Die Zentrale des Olympiastützpunkts liegt in Frankfurt am Main in unmittelbarer Nähe des Waldstadions im Gebäude des Landessportbundes Hessen in der Otto-Fleck-Schneise 4.

### Sportarten und Schwerpunkte
Etwa 450 Bundeskaderathleten (Olympia-, Perspektiv-, Ergänzungs- und Nachwuchs-Kader) aus über 25 olympischen Sportarten werden durch den OSP Hessen betreut.

### Aufgaben
Der OSP Hessen bietet für alle Bundeskaderathleten ein umfassendes Betreuungsangebot.
Hierzu zählen sowohl sportmedizinische, physiotherapeutische und trainingswissenschaftliche, als auch sportpsychologische und soziale Maßnahmen.
Der Bereich des Athletiktrainings wird vom ehemaligen Schwimmer Ralph Färber abgedeckt.

### Eliteschulen des Sports
Die Carl-von-Weinberg Schule in Frankfurt-Goldstein ist als Eliteschule des Sports an den Olympiastützpunkt angebunden.

### Trägerschaft
Der Landessportbund Hessen betreibt den Olympiastützpunkt Hessen seit 1992 als Trägerverein.